# حقوق الإنسان في نيوزيلندا
تُناقش حقوق الإنسان في نيوزيلندا، في الوثائق المختلفة التي تشكل الدستور. إن القانونين الرئيسيين اللذين يحميان حقوق الإنسان على وجه التحديد، هما قانون حقوق الإنسان النيوزيلندي لعام 1993، وقانون شرعة الحقوق النيوزيلندي لعام 1990. ووافقت نيوزيلندا أيضًا على العديد من معاهدات الأمم المتحدة الدولية. أشار تقرير حقوق الإنسان لعام 2009، الصادر عن وزارة خارجية الولايات المتحدة، إلى أن الحكومة تحترم عمومًا حقوق الأفراد، لكنها أعربت عن قلقها بشأن الوضع الاجتماعي للسكان الأصليين.

## لمحة تاريخية
مُنح حق الاقتراع العام للرجال الماوريين، الذين تجاوزوا 21 عاما في عام 1867، ومُدد ليشمل الذكور الأوروبيين في عام 1879. كانت نيوزيلندا في عام 1893، أول دولة تتمتع بالحكم الذاتي، وتمنح حق الاقتراع العام، ولم تكن النساء مع ذلك مؤهلات للترشح للبرلمان حتى عام 1919.
من السمات المميزة للنظام الانتخابي النيوزيلندي، وجود شكل من أشكال التمثيل الخاص للماوري في البرلمان. واعتُبر في البداية حلًا مؤقتًا عند إنشائه في عام 1867، ولم يُناقش نظام الفصل هذا حول ملاءمته وفعاليته. وصف المُنتقدون التمثيل الخاص بأنه شكل من أشكال التمييز العنصري. عندما أوصت اللجنة الملكية المعنية بالنظام الانتخابي بإلغاء النظام المنفصل في عام 1992، أدى ذلك لاحتجاجات قوية من منظمات ماورية من أجل بقائه.
تُتناول حقوق الإنسان في نيوزيلندا في الدستور. ووافقت نيوزيلندا أيضا على العديد من المعاهدات الدولية كعضو في الأمم المتحدة. أشار تقرير حقوق الإنسان لعام 2009 الصادر عن وزارة خارجية الولايات المتحدة إلى أن الحكومة تحترم عموما حقوق الأفراد، لكنها أعربت عن قلقها بشأن الوضع الاجتماعي للسكان الأصليين.
أعدت نيوزيلندا لأول مرة، التقرير الوطني للاستعراض الدوري الشامل (يو بي آر)، في مجلس حقوق الإنسان التابع للأمم المتحدة في جنيف في سويسرا، في مايو عام 2009. وأثنت العديد من البلدان- خلال عملية استعراض الأقران- على سجل نيوزيلندا في مجال حقوق الإنسان، وحددت أن التصور بأن نيوزيلندا، مجتمع عادل ومُساوي نسبيًا، هو أمر بالغ الأهمية لسمعتها الدولية. تشمل المجالات التي وُجهت الأمة لتحسينها، التفاوت الذي يعانيه الماوري كما يتضح من المؤشرات الاجتماعية والاقتصادية الرئيسية، وحجم العنف الأسري، والعنف الموجه ضد النساء والأطفال.

## المعاهدات الدولية
وافقت نيوزيلندا على سبعة من المعاهدات الدولية الرئيسية التسعة لحقوق الإنسان، بعد انضمامها إلى الأمم المتحدة في عام 1945، وهي: الاتفاقية الدولية للقضاء علي جميع أشكال التمييز العنصري (آي سي ي. آر دي)، والعهد الدولي الخاص بالحقوق المدنية والسياسية (آي سي سي بي أر)، والعهد الدولي الخاص بالحقوق الاقتصادية والاجتماعية والثقافية (آي سي ي. إس سي آر)، واتفاقية القضاء على جميع أشكال التمييز ضد المرأة (سيداو)، واتفاقية حقوق الطفل (سي آر سي)، واتفاقية الأمم المتحدة لمناهضة التعذيب (سي إيه. تي)، واتفاقية حقوق الأشخاص ذوي الإعاقة (سي آر بي دي).
سعت نيوزيلندا في عام 2009، للحصول على منصب في مجلس حقوق الإنسان التابع للأمم المتحدة. سُحب العرض في مارس من ذلك العام، للسماح للولايات المتحدة بمسار واضح، أن تفوز بالمقعد، بعد أن ألغى الرئيس الأمريكي باراك أوباما منصب بلاده السابق، باعتبار أن المجلس فقد مصداقيته. ثم أعلن وزير الخارجية النيوزيلندي موراي ماكولي: «نعتقد أن عضوية الولايات المتحدة في المجلس، ستقويها وتجعلها أكثر فعالية... ومن المرجح أن تخلق عضوية الولايات المتحدة في المجلس تغييرات إيجابية بسرعة أكبر مما يمكن أن نأمل في تحقيقه، من خلال أي إجراء موضوعي».
أعدت نيوزيلندا لأول مرة، التقرير الوطني للاستعراض الدوري الشامل (يو بي آر)، في مجلس حقوق الإنسان التابع للأمم المتحدة في جنيف في سويسرا، في مايو عام 2009. وأثنت العديد من البلدان- خلال عملية استعراض الأقران- على سجل نيوزيلندا في مجال حقوق الإنسان، وحددت أن التصور بأن نيوزيلندا، مجتمع عادل ومُساوي نسبيا، هو أمر بالغ الأهمية لسمعتها الدولية. تشمل المجالات التي وُجهت الأمة لتحسينها، التفاوت الذي يعانيه الماوري كما يتضح من المؤشرات الاجتماعية والاقتصادية الرئيسية، وحجم العنف الأسري، والعنف الموجه ضد النساء والأطفال.

## النظام القانوني
يأخذ النظام القانوني إطارًا ملكيًا للديمقراطية البرلمانية التمثيلية. وتُطبق العديد من الوثائق التشريعية، في ظل غياب دستور واحد، مثل القانون الدستوري لعام 1986، وقانون تطبيق القوانين الإمبراطورية 1988، وقانون شرعة الحقوق النيوزيلندي لعام 1990، وقانون حقوق الإنسان لعام 1993.
لم تُرعَ حقوق الإنسان في نيوزيلندا من خلال وثيقة أو تشريع دستوري مخصص، ولم توجد أي مؤسسة مسؤولة بشكل أساسي عن تطبيقها. ولأن التزامات نيوزيلندا في مجال حقوق الإنسان ليست مترسخة، وهي ببساطة جزء من القانون العام، يمكن للبرلمان تجاهلها ببساطة إذا اختار ذلك. حددت لجنة حقوق الإنسان هذا الترتيب الدستوري، كمجال بحاجة إلى اتخاذ إجراءات، لتحديد الفرص المتاحة لتقديم تأثير أكبر متعلق بحماية حقوق الإنسان.

## الحريات المدنية

### حرية التعبير
الحق في حرية التعبير غير محمي بشكل صريح بموجب القانون العام في نيوزيلندا، ولكنه مشمول في مجموعة واسعة من التعاليم التي تهدف إلى حماية حرية التعبير. تتعاون الصحافة المستقلة، والسلطة القضائية الفعالة، والنظام السياسي الديمقراطي الفاعل، لضمان حرية التعبير وحرية الصحافة. يُحافظ على حرية التعبير بموجب المادة 14 من قانون الحقوق النيوزيلندي لعام 1990 (بورا)، الذي ينص:
«لكل شخص الحق في حرية التعبير، بما في ذلك الحق في طلب وتلقي ونقل المعلومات والآراء من أي نوع كانت».

### حرية الإعلام
يُعترف بحرية الإعلام كمبدأ ديمقراطي مهم. احتلت نيوزيلندا المرتبة الثامنة في مؤشر حرية الصحافة لعام 2010، وعادة ما توجد تعليقات قانونية وعامة وإعلامية قوية، عن انتهاك هذا الحق. توفر المادة 68 من قانون الشهادة لعام 2006 شكلا محددا من الامتيازات، للصحفيين الذين يرغبون في حماية هوية مصادرهم. ووضعت محكمة الاستئناف إرشادات للشرطة، عند تفتيش مباني وسائل الإعلام لأسباب قانونية، لكي تظل مصادرها محمية.
يجوز للمحاكم أن تأمر بمنع نشر المعلومات كليا أو جزئيا لصالح العدالة. وغالبًا ما يكون ذلك لحماية الحق في محاكمة عادلة، أو حماية مصالح الأطراف، أو دعم ثقة الجمهور في نزاهة النظام القضائي. غير شائع أن تقوم المحاكم النيوزيلندية بكتمان الأسماء والأدلة، في الدعاوى المدنية والجنائية، حماية للحق في محاكمة عادلة.

### الحق في محاكمة عادلة
عُرفت المحاكمة العادلة في نيوزيلندا على أنها «جلسة محاكمة، تكون فقط لكلا الطرفين على الصعيد الإجرائي»، ويشمل كل ذلك، أي مواطن في نيوزيلندا، ويعد ذروة الأداء الوظيفي للنظام القضائي. المجال الذي يؤثر به هذا الحق المدني والجنائي هو الإجراءات الجنائية، إلا أنه يتمتع مع ذلك بتأثير كبير في مجالات أخرى من قوانين نيوزيلندا، مثل قانون الإدارة (بسبب استخدام سيادة القانون). وُجد هذا الحق الأساسي في الممارسة العملية منذ بدايات تأسيس نيوزيلندا، بسبب استمرار القانون الإنكليزي خلال استعمارها، واستمر ليتطور على مر السنين مع المجتمع الدولي.